# Teleteatro
Teletetro (Teleteatro en Español) fue un programa de televisión brasileño del canal SBT, lo cual fue producido en 1998 y transmitido por la emisora por el periodo de septiembre del mismo año a enero de 1999, siempre a las 22 horas. El programa era compuesto de adaptaciones de textos de la autora cubana Marisa Garrido, protagonizados por grandes nombres de la televisión y del teatro de Brasil. Los textos eran adaptados por Crayton Sarzy con colaboración de Walter Praxedes.

## Datos

### Elenco

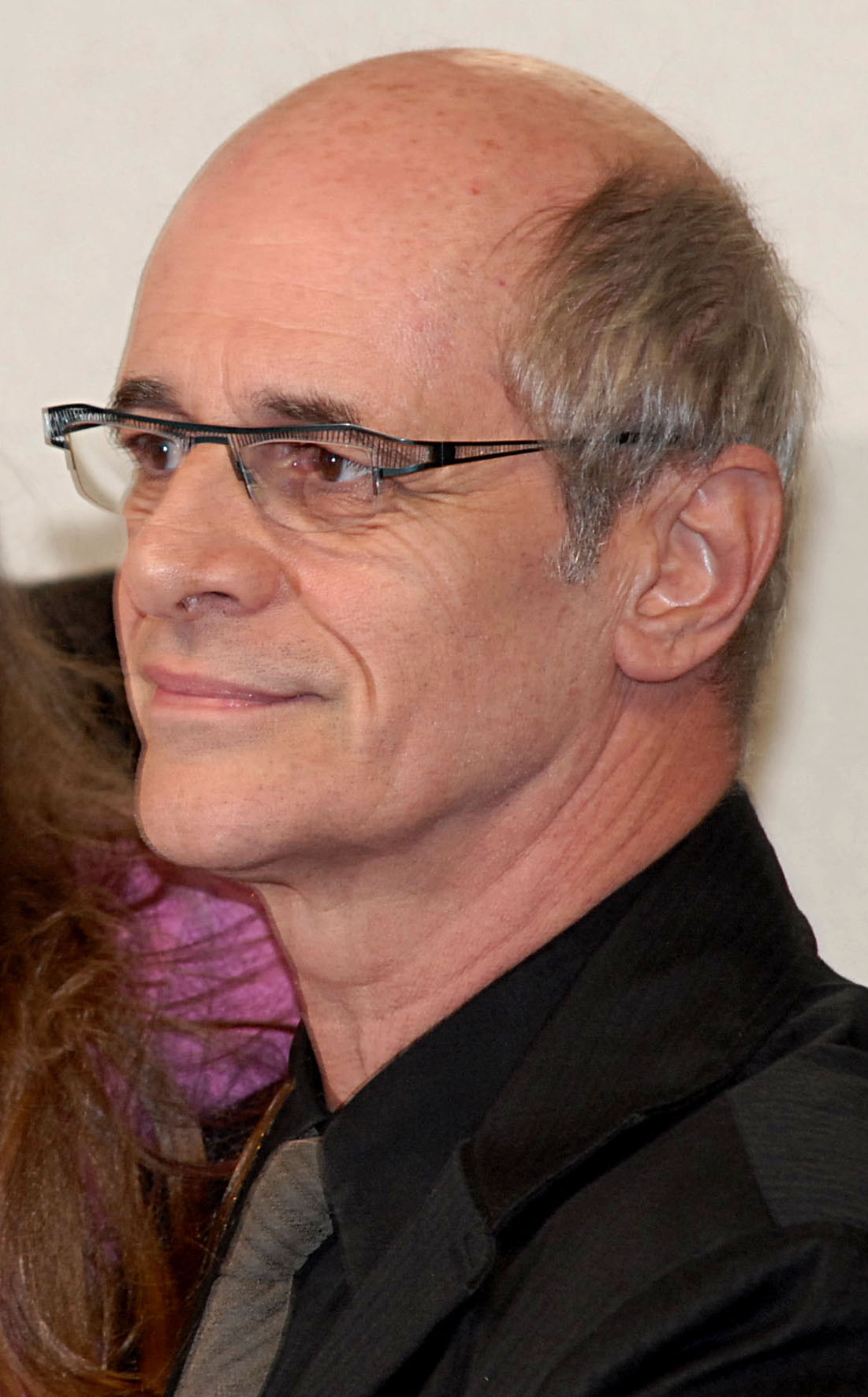
Marcos Caruso participó del programa

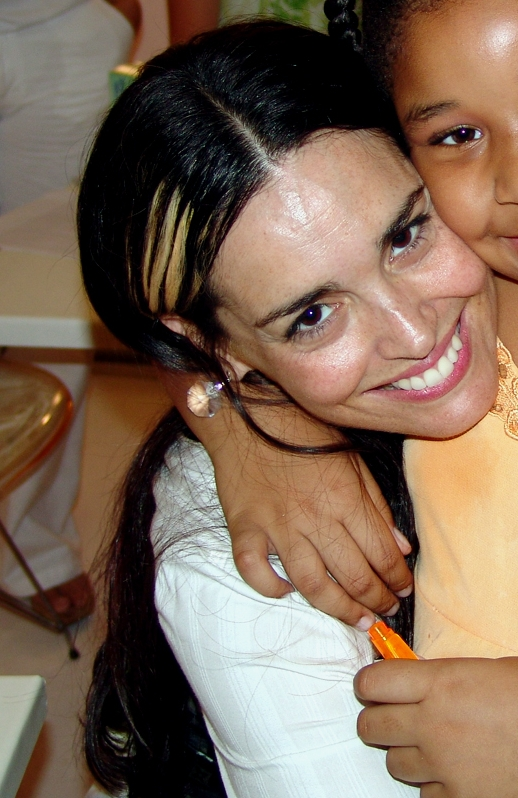
Suzy Rêgo también paticipou del programa

- Tônia Carrero
- Irene Ravache
- Ana Paula Arósio
- Osmar Prado
- Marcos Caruso
- Lucélia Santos
- Joana Fomm
- Tarcísio Hijo
- Jandira Martini
- Caigo Blat
- Cássio Scapin
- Suzy Rego
- Bete Conejo
- Delano Avelar
- Joana Limaverde
- Marcelo Picchi
- Sebastião Campos
- Augusto Gaspar
- Beto Nací
- Lucas Ferreira
- Janaina Prado
- Oberdan Júnior
- Leandro Léo

### Dirección
- Dirección: Jacques Laguna
- Dirección General: Crayton Sarzy

### Curiosidades
- La serie fue reprisada a los sábados, desde 21 de mayo de 2005 al día 17 de septiembre del mismo año. Las actrices Irene Ravache, Jandira Martini y Jussara Freire resistieron mucho a la idea de formar parte del proyecto, pues alegaron que los textos de Marissa Garrido eran 'llenos de drama y lágrimas en exceso', pero quedaron aceptando y haciendo algunos episodios, pues aún tenían contrato con SBT. Ya Nilton Travesso y Joana Fomm ya no hacían más parte de elenco de la emisora. Otros actores como Lucélia Santos, Osmar Prado, Oberdan Júnior y Delano Avelar fueron más compreensivos con la gana de la emisora y de pronto cedieron al proyecto.

Fue en este programa que ocurrió la estrena de Jacques Laguna en el SBT.

## Episodios
Fechas de la reprise, en 2005:
- 21/05 - El Mordomo
- 28/05 - Tensión
- 04/06 - El Ladrón
- 11/06 - Por Amor o Por Dinero
- 18/06 - Encruzilhada
- 25/06 - Todo por un Collar
- 02/07 - Cartas Marcadas
- 02/07 - Festival de Invierno
- 09/07 - Alma Envenenada
- 09/07 - El Perdón
- 16/07 - Uno Pecado para Todos
- 23/07 - La Venganza
- 30/07 - Un Ángel en Mi Vida
- 06/08 - Del Destino Nadie Huye
- 13/08 - La Mentira
- 13/08 - Mi Padre Héroe
- 20/08 - En el Amor No Hay Reprise
- 27/08 - El Marido Perfecto
- 03/09 - Pasión de Otoño
- 10/09 - El Pasado de Lauro
- 17/09 - Un Hombre Especial

- Datos: Q10379237